# Комков, Денис Эдуардович
Дени́с Эдуа́рдович Комко́в (род. 31 июля 2001, Казань) — российский хоккеист, центральный нападающий системы клуба «Ак Барс», выступающего в КХЛ. Мастер спорта России (2025).

## Биография
В возрасте четырёх лет начал заниматься хоккеем и стал игроком системы клуба «Ак Барс». На молодёжном уровне выступал за «Ирбис» в МХЛ. Дебют состоялся 5 сентября 2018 года в матче с клубом «Сибирские снайперы». В сезоне МХЛ 2019/20 оформил свой первый хет-трик в матче с клубом «Чайка». В сезоне МХЛ 2020/21 стал бронзовым призёром чемпионата. Последним сезоном на молодёжном уровне стал сезон 2021/22. В нём вновь стал бронзовым призёром чемпионата. Всего в МХЛ сыграл 119 матчей и набрал 46 (25+21) очков.

### ВХЛ
Продолжая выступление в системе хоккейного клуба «Ак Барс», стал вызываться в ВХЛ в состав клуба «Барс». Дебютировал в составе «Барса» 8 сентября 2020 года в матче против клуба «Дизель», в нём отметился своей первой шайбой в ВХЛ. Сезон 2022/23 стал для нападающего последним в составе «Барса». Дениса Комкова перевели в другой аффилированный клуб — «Нефтяник» из Альметьевска. 21 января 2024 года забросил две шайбы в ворота клуба «Ижсталь». В первом же сезоне в составе альметьевского клуба стал обладателем Кубка Петрова.

### КХЛ
Впервые в КХЛ сыграл 8 января 2021 года в матче против клуба «Трактор». Эта игра стала для Дениса Комкова единственной в сезоне КХЛ 2020/21. В следующем сезоне сыграл 2 матча, результативными действиями не отметился и до 2024 года не выступал в КХЛ. В сезоне КХЛ 2024/25 вновь стал выступать в КХЛ, а 13 ноября 2024 года в матче с «Куньлунь Ред Стар» забросил две шайбы, которые стали для игрока первыми в КХЛ.

## Достижения

### Командные

#### МХЛ
| Год  | Команда | Достижение                      |
| ---- | ------- | ------------------------------- |
| 2021 | Барс    | Бронзовый призёр чемпионата МХЛ |
| 2022 | Барс    | Бронзовый призёр чемпионата МХЛ |

#### ВХЛ
| Год  | Команда  | Достижение               |
| ---- | -------- | ------------------------ |
| 2024 | Нефтяник | Обладатель Кубка Петрова |

## Статистика
| Легенда | Легенда                    | Легенда | Легенда                   | Легенда | Легенда    |
| ------- | -------------------------- | ------- | ------------------------- | ------- | ---------- |
| И       | Количество проведённых игр | Штр     | Штрафное время            | +/−     | Плюс-минус |
| Г       | Голы                       | П       | Голевые передачи          | О       | Очки       |
| -       | Статистика неизвестна      | —       | Статистика не учитывалась |         |            |

### Клубная карьера
По данным MHL.ru, VHL.ru, KHL.ru, Eliteprospects.com